# Космос-348
Ко́смос-348 («ДС-У2-ГК» № 2) — советский научно-исследовательский спутник, второй из серии космических аппаратов «Космос» типа «ДС-У2-ГК», запущенный для проведения комплексных геофизических исследований приполярных районов верхних слоёв атмосферы Земли.
Полёт космического аппарата «Космос-348» позволил сравнить между собой геофизические условия различных сезонов в атмосфере Земли.
В ходе эксперимента, кроме Космоса-348, был запущен ещё один спутник — Космос-261.

## История создания
В декабре 1959 года создается Межведомственный научно-технический совет по космическим исследованиям при Академии Наук СССР во главе с академиком М. В. Келдышем, на который возлагается разработка тематических планов по созданию космических аппаратов, выдача основных тематических заданий, научно-техническая координация работ по исследованию и освоению верхних слоев атмосферы и космического пространства, подготовка вопросов организации международного сотрудничества в космических исследованиях.
Членом Президиума Межведомственного научно-технического совета по космическим исследованиям утверждается М. К. Янгель. В области прикладных задач проведения подобных работ было поручено НИИ-4 Министерства обороны СССР.
В 1962 году в программу второй очереди пусков ракеты-носителя «63С1», были включены космические аппараты «ДС-А1», «ДС-П1», «ДС-МТ» и «ДС-МГ».
После проведения поисковых проектных работ по разработки новой модификации исследовательских спутников стало очевидно, что в связи с многообразием исследовательских задач и различиями между требованиями к новой серии, разработать аппарат одного типа было практически невозможно.
Малые космические спутниковые платформы стали инструментальной базой для организации международного сотрудничества в области исследования космического пространства по программе «Интеркосмос».

## Особенности конструкции
Научный аппаратный комплекс космического аппарата «Космос-348» включал в себя:
В состав научной аппаратуры входит:
- «РИМ-901» — манометр для определения плотности верхних слоёв атмосферы Земли;
- «РИП-801» — спектрометр протонов малых энергий;
- «РИП-802» — спектрометр протонов энергий средней мощности;
- «РИЭ-204» — спектрометр электронов энергий средней мощности;
- «РИГ-111» — наружный счётчик Гейгера.

## Программа полёта КА «Космос-348»

### Запуск
Космический аппарат «Космос-348» был запущен 13 июня 1970 года ракета-носителем «Космос 11К63» со стартовой площадки № 133/1 космодрома Плесецк.

### Цель полёта
Спутниковая платформа космических аппаратов типа «ДС-У2-ГК» была предназначена для проведения следующих научных экспериментов:
- получение непосредственных данных о плотности и температуре верхних слоёв атмосферы в полярных широтах;[3]
- проведение регулярных наблюдений за геоактивными корпускулами с исследованием их анизотропного распределения в магнитном поле Земли;
- изучение глобального распределения корпускулярных потоков и определения связи их интенсивности со светимостью полярных сияний;
- изучение роли геоактивных корпускул в разогреве и вариациях плотности верхней атмосферы;
- изучения структурных параметров верхних слоёв атмосферы Земли;
- оценка мощности корпускулярного источника в атмосфере Земли;
- уточнение расчетов теоретических моделей верхних слоёв атмосферы Земли.

Заказчиками и постановщиками данного научного эксперимента были следующие организации:
- Институт физики атмосферы АН СССР (ныне — ИФА РАН);
- Союзный научно-исследовательский институт полюса.

Полёты космических аппаратов типа «ДС-У2-ГК» были первым в истории комплексным научным экспериментом по изучению верхних слоёв атмосферы Земли и природы возникновения полярных сияний, проведенным в соответствии с Программой сотрудничества социалистических стран в исследовании и использовании космического пространства в мирных целях. Данная программа была принята в апреле 1967 года.
В экспериментах по изучению верхней атмосферы космическими аппаратами данной серии приняли участия научно-исследовательские институты и обсерватории НРБ, ВНР, ГДР, ПНР, СРР, ЧССР и СССР.